# Eleonora van Pruisen
Eleonora van Pruisen (Koningsbergen, 21 augustus 1583 - Cölln, 9 april 1607) was van 1603 tot aan haar dood keurvorstin van Brandenburg. Ze behoorde tot het huis Hohenzollern.

## Levensloop
Eleonora was de vierde dochter van hertog Albrecht Frederik van Pruisen en Maria Eleonora van Gulik, dochter van hertog Willem van Gulik-Kleef-Berg. 
Op 2 november 1603 huwde ze in Berlijn met de 37 jaar oudere keurvorst Joachim Frederik van Brandenburg (1546-1608). Het huwelijk werd gesloten om politieke redenen. Enerzijds hoopte Joachim Frederik op die manier zijn invloed in het hertogdom Pruisen te versterken, waar hij als regent voor Eleonora's geesteszieke vader fungeerde, anderzijds hoopte hij de erfenis van haar moeder te verwerven. 
In april 1607 stierf Eleonora op 23-jarige leeftijd, kort na de geboorte van haar enige kind. Ze werd bijgezet in de crypte van de Hohenzollerns in de Dom van Berlijn.

## Nakomelingen
Eleonora en Joachim Frederik kregen een dochter:
- Maria Eleonore (1607-1675), huwde in 1631 met vorst Lodewijk Filips van Palts-Simmern